# Moraad El Kasmi
Pour les articles homonymes, voir Kasmi.
 (février 2025).
Si vous disposez d'ouvrages ou d'articles de référence ou si vous connaissez des sites web de qualité traitant du thème abordé ici, merci de compléter l'article en donnant les références utiles à sa vérifiabilité et en les liant à la section « Notes et références ».
Moraad El Kasmi, né le 23 novembre 1990 à Mortsel (Belgique), est un criminel et acteur occasionnel belgo-marocain
Ayant quitté le territoire belge en 2018, il est depuis recherché par Europol pour son implication dans le conflit Mocro Maffia. Il est recherché dans le cadre de l'une des plus grandes affaires de drogue en Belgique. le dossier maquereau. Là, il était l'une des figures de proue alors qu'il n'avait que 23 ans. Il était un lien important entre la partie sud-américaine et celle du port d'Anvers.

## Biographie
Moraad El Kasmi naît à Mortsel de parents marocains. Il grandit à Anvers. Il entre dans le monde du cinéma en 2010 lorsqu'il fait la connaissance d'Adil El Arbi et Bilall Fallah qui lui accordent un rôle dans le court-métrage Broeders. À la suite d'un énorme succès du court métrage, Moraad est rappelé dans la série Crimi Clowns pour jouer le rôle de Abdel. 

## Filmographie

### Rôles
- 2011 : Broeders
- 2012 : Crimi Clowns : Abdel

## Mocro-oorlog
Après de nombreuses années silencieuses en dehors des médias et du monde de cinéma, il apparaît à la Une des journaux pour sa participation au conflit mocro maffia Moraad El Kasmi fuit la Belgique. Il est porté disparu et se trouverait, selon les médias, au plaisir ». En 2019, soit, un an après sa fuite au Maroc, son restaurant est déclaré en faillite net l'ancien acteur belge n'a laissé aucune trace